# برناردو بولو
برناردو بولو (بالإسبانية: Bernardo Polo)‏ هو رسام إسباني، (و. 1686 – 1700 م).